# Кокал
Кокал (др.-греч. Κώκαλος) — персонаж древнегреческой мифологии. В микенских текстах встречается имя ko-ka-ro (Кокал).
Царь Камика в Сицилии (или царь Иника). Правил Сицилией после истребления циклопов. Царь сиканов. Радушно принял Дедала, бежавшего с Крита от царя Миноса. Чтобы опознать переодевшегося беглеца, прибывший на Сицилию Минос задал задачу: пропустить нить сквозь спиральную раковину. Дедал смог решить её, запрягая в нить муравья, чем и выдал себя. Тогда дочери Кокала — кокалиды — посадили Миноса в чан с кипятком.
Действующее лицо комедии Аристофана «Кокал», от которой сохранился только ряд разрозненных фрагментов.